# Ska-P (álbum)
Ska-P es el álbum con el que debutó el grupo español Ska-P. El disco pasó prácticamente desapercibido en el panorama musical español, que no los conocería realmente hasta la llegada de El vals del obrero, su siguiente disco. Sin embargo, en este álbum ya demuestran las inquietudes que más tarde desarrollarían en sus sucesivos discos: la pobreza, el desempleo, la corrupción, etc.
Destaca la canción "Alí, el magrebí", donde tratan el tema de la inmigración desde el punto de vista del propio inmigrante, que llega a España con la intención de ganarse la vida sin tener que recibir limosnas. Curiosamente, el personaje de "Alí" aparece en otra canción de este disco, "Chupones", y en el gran éxito de su segundo disco, la canción "Cannabis".
Éste es el único álbum de Ska-P en el que incluyen canciones "fiesteras", sin demasiada crítica social, como son "El hombre resaka baila ska" y "Como un rayo". Esta última acabó convirtiéndose en un himno popular al Rayo Vallecano y fue la que más trascendió de este primer trabajo del grupo.
También se destaca la canción "0,7", que trata sobre la pobreza, principalmente en África y sus niños enfermos, y cuyo título hace referencia al valor de PIB que los países desarrollados prometieron dar a los menos desarrollados, pero no se ha logrado, donde en la canción se dice que se debe conseguir. En la canción también se transmite el mensaje de la cantidad de personas que no les preocupa el asunto.
La canción de "Bla, Bla, Bla", es un rocksteady donde tratan el tema de la corrupción desde el punto de la adicción al poder.
La canción Reality Show, trata el tema del morbo que los medios generan al entrometerse en la vida íntima de las personas.
Como curiosidad, la portada de este disco la ocupa el "Gato López", que más tarde se convertiría en uno de los símbolos de la banda.
En el año 2008, este álbum fue "relanzado" por el sello discográfico de la banda, Sony BMG Music Entertainment, siendo nuevamente vendido.

## Lista de canciones
| Pista | Nombre                     | Duración |
| ----- | -------------------------- | -------- |
| 1     | El Hombre Resaka Baila Ska | 03:02    |
| 2     | Abolición                  | 03:17    |
| 3     | Chupones                   | 03:09    |
| 4     | 0,7                        | 03:38    |
| 5     | Alí, el Magrebí            | 03:39    |
| 6     | Sargento Bolilla           | 03:15    |
| 7     | Reality Show               | 03:40    |
| 8     | Bla, Bla, Bla              | 03:13    |
| 9     | Como un Rayo               | 02:35    |

- Datos: Q1075362